# キリスト者よ、この日を銘記せよ
キリスト者よ、この日を銘記せよ（キリストしゃよ、このひをめいきせよ、Christen, ätzet diesen Tag）は、ヨハン・ゼバスティアン・バッハ作曲によるクリスマスのための教会カンタータ。BWV63番。

## 聖書箇所
テトス2:11-14、イザヤ9:2-7、ルカの福音書2:1-14。イエス・キリストの降誕。

## 初演
1714年12月25日。

## 内容

### 1.合唱
Tromba I-IV, Tamburi, Oboe I-III, Fagotto, Violino I/II, Viola, Continuo.
聖句ルカ2:16、テトス2:11。イエス・キリストの降誕の日を銘記し、飼い葉おけに来て讃美しなさい。神の恵みの光が与えられた。

### 2.レチタティーヴォ
Violino I/II, Viola, Continuo.詩篇118:24、使徒13:33、ヘブル1:5、ヨシュア18:10、詩篇78:60、ヘブル2:14-15。神が約束された通り、神に逆らうイスラエルをサタンの奴隷状態から助け出すために、神が人となってこられた。

### 3.二重奏
ソプラノとバス。
主のご計画はなされた。主を信頼し、恵みにより満たされる。

### 4.レチタティーヴォ
通奏低音。聖句。ヨハネの黙示録5:5、創世記49:9-1、ガラテヤ5:1。イスラエルの苦しみは救いと恵みに変えられる。ダビデの子孫である獅子があらわれ、自由にしてくださる。

### 5.二重奏
アルトとテノール。天に叫び、祈れ。キリスト者よ、来たりて喜べ。神のみわざを。

### 6.レチタティーヴォ
バス。信仰の火よ燃え上がれ。神に感謝せよ。

### 7.合唱
Tromba I-IV, Tamburi, Oboe I-III, Fagotto, Violino I/II, Viola, Continuo.
主よ、私たちを見守り、私たちの感謝をお受けくださり、サタンからお守り下さい。